# Liste des édifices labellisés « Patrimoine du XXe siècle » de l'Ariège
Cet article recense les monuments historiques protégé au titre du Patrimoine du XXe siècle du département de l'Ariège, en France.

## Statistiques
Au 31 décembre 2018, l'Ariège compte 3 immeubles protégés du patrimoine du XXe siècle.

## Liste
| Monument                                 | Commune         | Adresse                     | Coordonnées                      | Notice         | Protection | Date | Illustration                             |
| ---------------------------------------- | --------------- | --------------------------- | -------------------------------- | -------------- | ---------- | ---- | ---------------------------------------- |
| Boutique dite Boucherie moderne          | Pamiers         | 81 rue Gabriel-Péri         | 43° 07′ 08″ nord, 1° 36′ 40″ est | « PA09000012 » | inscrit    | 1980 | Boutique dite Boucherie moderne          |
| Centrale hydroélectrique de Mérens       | Mérens-les-Vals |                             | à géolocaliser                   | « EA09000002 » |            | 2017 | Image manquante Téléverser               |
| Pavillon d’accueil de la grotte de Niaux | Niaux           | R.D.56 ; route de la Grotte | 42° 49′ 15″ nord, 1° 35′ 37″ est | « EA09000001 » |            | 2017 | Pavillon d’accueil de la grotte de Niaux |